# LEADER'S HOW TO BOOK ジョーシマサイト
『LEADER'S HOW TO BOOK ジョーシマサイト』（リーダーズ ハウ トゥ ブック ジョーシマサイト）は、一部のテレビ朝日系列局ほかで放送されたテレビ朝日制作のバラエティ番組である。新聞や雑誌などでは『リーダー'S ハウ トゥ Book』のタイトルが使われることもある。制作局のテレビ朝日では、2008年4月8日から2009年9月29日まで、毎週火曜0:45 - 1:15（月曜深夜、JST）に放送された。

## 放送内容
毎週ひとつのテーマを取り上げ、それについての様々なハウトゥをVTRで紹介していく番組として放送された。番組冒頭で語られるコンセプトは「いろんなことのハウトゥを提案し、無敵のハウトゥサイトを作っていこう」というものである。しかし、実際に番組で紹介される内容は実践的なハウトゥとしては役に立たないものが多かった。「無人島から生きて帰る方法」「100億円を1ヶ月で使う方法」「夢のようなペットを家で飼う方法」などのテーマそのものが現実離れしていて役に立たない場合。また、「サーファー」「バンド」「カレー」など、一見、テーマは普通なのに肝心のハウトゥ部分の解説を省略してあまり重要でない部分ばかりをクローズアップするので役に立たない場合など、一般的なハウツー番組とは一線を画する内容となった。あまり脱線せずに役に立つ内容が紹介された例として、「サービスエリアを使いこなす方法」「東京ディズニーシー」などがあるが、その数は少なかった。出演者からも「情報の8割がムダ」「エセハウトゥばっかり」などと評された。
VTRを見終わった後、司会の城島がその回のハウトゥを番組サイトにアップするかどうかを判定する。大半は城島が認定して晴れてアップされるが、城島が認定しない場合は「ゴミ箱行き」になってしまうこともある。また、「アウトドア」「鉄板焼き」のように、そのジャンルに精通しているゲストの発言がサイトに反映されたこともある。また、「ゴミ箱行き」になったハウトゥも番組サイトが閉鎖されるまでの間、サイト内のゴミ箱をクリックすることにより閲覧することが可能だった。

## 出演者
- 城島茂（TOKIO）（司会）発言テロップの色は青
- 前田有紀（テレビ朝日アナウンサー）（アシスタント）発言テロップの色は赤
- 週替わりゲスト2組（3組）　発言テロップの色は片方が緑、もう片方が黄。（3組目は橙）

## その他
- ノウハウを紹介する際、深夜番組らしいお色気演出がなされることもある。また、恋人同士というパターンもよくある。男性側の登場人物の名前は「ケンちゃん」で、「1万円で彼女を呼べる部屋にする方法」のみ、『大改造!!劇的ビフォーアフター』を意識し名前が「タクミ君」だった。ちなみにその後「タイアップ」と紹介していた。ケンちゃんがハウトウを実践して彼女の印象を高める主役である場合が多いが、外国人の回などでは登場しない、安眠や温泉などでは脇役を担う等のパターンもある。また、ケンちゃんを演じている役者は番組のAD（主に「小原」くん）、鈴木重輝、佐藤峻である。ケンちゃんの彼女役は林弓束、湯地友美、寺岡アヤ、森摩耶などが演じている事が2009年1月20日に番組内で紹介された。
- 「ケンちゃん」登場まで、紹介VTRのほとんどは絵や手タレントを使用していた為、制作費の安さがうかがえた。
- 「ケンちゃん」の初登場回は「中野ブロードウェイ」の回で、初台詞は「商品の探求をお願いします！」。詳しくは公式サイトのバックナンバーから「中野ブロードウェイ」を参照のこと。
- 「ケンちゃん」の名字は演者の名字になる。例えば、佐藤峻→佐藤ケン、鈴木重輝→鈴木ケン、など。鈴木重輝が演じるケンちゃんは、山崎みどりとペアで主にダメダメカップルを演じることが多い。
- 脇役のほとんどはADなどスタッフが演じている。素人とは思えないほど個性が強くキャラ付けが進んだ結果、題材の異なる回でも似たようなキャラ設定で登場することが多い。「小原くん」、浅野温子っぽいAD、「課長」などが該当する。
- テーマ曲はレニー・クラヴィッツ「自由への疾走」の脱力系アレンジバージョン。最初のハウトウではラジオ体操第一の音楽がかかるのが定番である。2回目の以降のハウトウはイッツ・ア・スモールワールドが流れる。「クラブ」の回で、音楽が少しロック調になった。
- ナレーションは平田広明、久保田直子（テレビ朝日アナウンサー）が務める。久保田は情報番組風の比較的真面目なナレーションで通しているが、平田のナレーションには大きな特徴があり、視聴者に語りかける様な口調で脱力系のボケ・ツッコミを繰り出すのが常である。真面目な情報番組風に長々とノウハウを紹介したナレーションの締めの台詞で、それまでに紹介した内容を自ら全否定してしまうツッコミを入れるパターンも多く、「ブロンドビューティー」では「約9割が金髪に染めているだけだ」、「ドライブ」では「渋滞して地獄だ」他、一人ボケツッコミのナレーションになっている。また、女ったらしの外国人ベヘルーズが登場した回では、ベヘルーズのナンパテクニックを解説するナレーションの最後に「チッ！」と舌打ちをするという、通常では有り得ないナレーションがおこなわれ、ゲストが思わず驚きの声をあげていた。現在ではゲストも慣れ、本番組の目玉となっている。しかし、最近では久保田も、「ゴルフPart2」で「まず、韓国に飛びましょう。ビューン」、「同棲」で「ウザいですねー…」等、ややふざけ気味である。
- 週替わりゲストは、男女ペアか男性お笑いコンビの場合が多い。ただし女性2組がゲストの場合もあり、中川翔子と柳原可奈子、西山茉希と柳原可奈子、里田まいと柳原可奈子の3組があった（柳原可奈子はその全てに出演した）。男性お笑いコンビにもう1名加えた3名がゲストの場合も増えてきている。2008年12月28日放送分の1時間スペシャルではゲストが男女2人ずつの4人だった。
- 最近の出演頻度の比較的高いゲストはオードリー、サンドウィッチマン、ブラックマヨネーズ、アンタッチャブルなど。また「馬主」で梅沢富美男、「ゴルフ」で遠藤章造、「W杯」で松木安太郎など、そのテーマにちなんだゲストが出演することもある。
- たむらけんじが出演するときには、獅子舞にもワイプが用意される。
- 城島は普段スーツを着て出演しているが、2008年8月5日放送分は怪談をテーマにしている関係で前田とともに浴衣を着て出演した。また、2009年1月6日放送分はラフな服装だった。
- なぜかこの番組で城島の髪型はリーゼントヘアーで出演することが多かった。
- ブルーバックの前にテーブルと椅子が置かれただけの簡素なスタジオで収録しており、クロマキーで背景を合成している。時々、ブルーバックのことについてツッコミが入ると、合成をしていない素のスタジオの映像が一瞬だけ表示されることがある。2009年9月2日放映分で「やじうまプラス」のスタジオの片隅で収録していることが明かされた。
- 2009年7月21日、7月28日分は2009ローマ世界水泳大会のため放送はなかった。
- ほとんどのハウトゥには1つのテーマソングがつけられた。

## 放送一覧
| 放送回 | 一言タイトル           | 正式タイトル                                                                                     | ケンちゃん役     | 彼女役                                   | ゲスト                                   | 放送日（関東広域圏） | 宣伝商品・備考                             |
| ------ | ---------------------- | ------------------------------------------------------------------------------------------------ | ---------------- | ---------------------------------------- | ---------------------------------------- | -------------------- | ------------------------------------------ |
| 1      | 無人島                 | 無人島から生きて帰る方法                                                                         |                  |                                          | 麒麟                                     | 2008.4.8             |                                            |
| 2      | 焼酎                   | 焼酎を極める方法!                                                                                |                  |                                          | ブラックマヨネーズ                       | 2008.4.15            |                                            |
| 3      | エキナカ               | エキナカをトコトン楽しむ方法                                                                     |                  |                                          | ヒロシ、柳原可奈子                       | 2008.4.22            |                                            |
| 4      | 美ら海水族館           | 美ら海水族館を最高の思い出にする方法                                                             |                  |                                          | 南明奈、山里亮太                         | 2008.4.29            |                                            |
| 5      | 夢のようなペット Part1 | あの夢のようなペットを家で飼う方法 Part1                                                         |                  |                                          | 小倉優子、ほっしゃん。                   | 2008.5.6             |                                            |
| 6      | 夢のようなペット Part2 | あの夢のようなペットを家で飼う方法 Part2                                                         |                  |                                          | 小倉優子、ほっしゃん。                   | 2008.5.13            |                                            |
| 7      | サービスエリア         | サービスエリアを使いこなす方法                                                                   |                  |                                          | 千原ジュニア、南まりか                   | 2008.5.20            |                                            |
| 8      | 蕎麦                   | 最高の蕎麦を食べる方法                                                                           |                  |                                          | 小杉竜一、MEGUMI                         | 2008.5.27            |                                            |
| 9      | 男磨き                 | 夏までに男を磨く方法                                                                             |                  |                                          | 小島よしお、西川史子                     | 2008.6.3             |                                            |
| 10     | 禁煙                   | 今度こそ禁煙を成功させる方法                                                                     |                  |                                          | TKO                                      | 2008.6.10            |                                            |
| 11     | 快眠                   | 究極の快眠を手に入れる方法                                                                       |                  |                                          | 石原さとみ、宮川大輔                     | 2008.6.17            |                                            |
| 12     | 外国人の為のジャパン   | 外国人の為のジャパンを楽しむ方法                                                                 |                  |                                          | 田村亮、島谷ひとみ                       | 2008.6.24            | ベヘルーズのみゴミ箱行き                   |
| 13     | 100億円                | 100億円を1ヶ月で有意義に使う方法                                                                 |                  |                                          | ブラックマヨネーズ                       | 2008.7.1             |                                            |
| 14     | 中野ブロードウェイ     | 誰でも中野ブロードウェイを楽しめる方法                                                           | 鈴木重輝         | 林弓束                                   | 中川翔子、柳原可奈子                     | 2008.7.8             | ケンちゃん初登場                           |
| 15     | サーファー             | この夏だけでもサーファーになる方法                                                               | 鈴木重輝         |                                          | 谷村奈南、ケンドーコバヤシ               | 2008.7.15            | 前田アナ持ち込み企画 ゴミ箱行き            |
| 16     | カレー                 | カレーで彼女を感動させる方法                                                                     | 渡航輝           |                                          | サンドウィッチマン                       | 2008.7.22            |                                            |
| 17     | ディズニーシー         | 東京ディズニーシーで最高のデートを演出する方法                                                   | 宮下安春         | 林弓束                                   | 柳原可奈子、西山茉希                     | 2008.7.29            |                                            |
| 18     | 怖イイ話               | 怖イイ話で人気者になる方法                                                                       | 佐藤峻           | 林弓束                                   | まちゃまちゃ、関暁夫                     | 2008.8.5             |                                            |
| 19     | アウトドア             | アウトドアを完璧に仕切る方法                                                                     | 鈴木重輝         | 林弓束                                   | ペナルティ                               | 2008.8.12            |                                            |
| 20     | ブレイク               | 外国人の為のジャパンで楽しく生活する方法                                                         | AD               |                                          | 宮川大輔、矢口真里                       | 2008.8.26            |                                            |
| 21     | オリンピック           | 次のオリンピックを本気で目指す方法                                                               | 鈴木重輝         |                                          | 有吉弘行、柳原可奈子                     | 2008.9.2             |                                            |
| 22     | スターバックス         | スターバックスと上手に生活する方法                                                               | AD               |                                          | ほしのあき、たむらけんじ                 | 2008.9.9             |                                            |
| 23     | 公共サービス           | 公共サービスで得しまくる方法                                                                     | AD(小原ヤスヒロ) |                                          | 宮川大輔、はるな愛                       | 2008.9.16            |                                            |
| 24     | レンタル               | レンタルでピンチを乗り切る方法                                                                   | 鈴木重輝         | 湯地友美                                 | サンドウィッチマン                       | 2008.9.23            |                                            |
| 25     | 鉄板焼き               | 鉄板焼きでアツい夜を過ごす方法                                                                   | 佐藤峻           | 森摩耶                                   | はるな愛、竹山隆範                       | 2008.9.30            |                                            |
| 26     | バンド                 | 今更だけどバンドをやる方法                                                                       | 佐藤峻           | 林弓束                                   | ブラックマヨネーズ                       | 2008.10.7            |                                            |
| 27     | 冠婚葬祭               | 冠婚葬祭でなぜかモテちゃう方法                                                                   | 佐藤峻           | 林弓束                                   | 西川史子、田村亮                         | 2008.10.14           |                                            |
| 28     | 100億円 PartII         | 100億円を有意義に使う方法PartII                                                                  | 鈴木重輝         |                                          | サンドウィッチマン                       | 2008.10.21           |                                            |
| 29     | 馬主                   | 馬主で多きな夢を見る方法                                                                         | 鈴木重輝         |                                          | 梅沢富美男、柳原可奈子                   | 2008.10.28           |                                            |
| 30     | ゴルフ                 | 下心まる出しでゴルフを始める方法                                                                 | 佐藤峻           | 湯地友美                                 | 遠藤章造、さとう里香                     | 2008.11.4            |                                            |
| 31     | 温泉                   | 温泉で最高の癒しを手に入れる方法                                                                 | AD               | 寺岡アヤ                                 | 滝沢秀明、たむらけんじ                   | 2008.11.11           |                                            |
| 32     | ごはん                 | ホカホカごはんで彼女まで熱くしちゃう方法                                                         | 佐藤峻           | 林弓束                                   | 永井大、MEGUMI                           | 2008.11.18           |                                            |
| 33     | 一攫千金               | 一攫千金でボロ儲けする方法                                                                       | 佐藤峻           |                                          | 世界のナベアツ、柳原可奈子               | 2008.11.25           | ゴミ箱行き                                 |
| 34     | 忘年会                 | 忘年会でヒーローになる方法                                                                       | 佐藤峻           | 林弓束                                   | サンドウィッチマン                       | 2008.12.2            |                                            |
| 35     | USJ                    | ユニバーサル・スタジオ・ジャパンで映画のような恋をする方法                                       | 佐藤峻           | 美馬怜子                                 | 佐々木希、ビビル大木                     | 2008.12.9            |                                            |
| 36     | 鍋                     | お鍋で彼女とグツグツする方法                                                                     | 佐藤峻           | 湯地友美                                 | 竹山隆範、南まりか                       | 2008.12.16           |                                            |
| 37     | クリスマス             | クリスマスで確実に勝利する方法                                                                   | 佐藤峻           | 森摩耶                                   | 小島よしお、優木まおみ                   | 2008.12.23           |                                            |
| 38     | 危険から守る           | 彼女を危険から守ってイイかっこする方法                                                           | 佐藤峻           | 森摩耶、寺岡アヤ、林弓束                 | 松岡昌宏、スザンヌ、柳原可奈子、竹山隆範 | 2008.12.28           | 1時間SP                                    |
| 39     | -                      | ジョーシマサイト総集編                                                                           |                  |                                          |                                          | 2009.1.6             |                                            |
| 40     | 裁判員                 | 裁判員で恋までさばいちゃう方法                                                                   | 佐藤峻           | 湯地友美                                 | ブラックマヨネーズ、大野智               | 2009.1.13            |                                            |
| 41     | デジカメ               | デジカメで彼女を3倍くらいキレイに撮っちゃう方法                                                  | 佐藤峻           | 森摩耶、寺岡アヤ、湯地友美、林弓束       | 里田まい、勝俣州和                       | 2009.1.20            |                                            |
| 42     | スノボ                 | 下心まる出しでもスノボでモテちゃう方法                                                           | 鈴木重輝、AD     | 山崎みどり、                             | 優木まおみ、たむらけんじ                 | 2009.1.27            |                                            |
| 43     | オトナ                 | オトナの28歳になってモテちゃう方法                                                               |                  | 森摩耶                                   | アンタッチャブル                         | 2009.2.3             |                                            |
| 44     | 部屋                   | 1万円で彼女を呼べる部屋にする方法                                                                | （タクミ君）     |                                          | オードリー                               | 2009.2.10            | ビフォーアフター                           |
| 45     | ラーメン               | 恋のラーメン屋で愛をバリカタにする方法                                                           | 佐藤峻           | 寺岡アヤ                                 | サンドウィッチマン、はるな愛             | 2009.2.17            |                                            |
| 46     | 和                     | 和を極めてCOOLにモテる方法                                                                       | 鈴木重輝         | 森摩耶                                   | 天津                                     | 2009.2.24            |                                            |
| 47     | オフィスラブ           | バレずにオフィスでラブラブする方法                                                               | 佐藤峻           | 鈴木咲                                   | アンタッチャブル                         | 2009.3.3             |                                            |
| 48     | 東横線                 | 東横線で恋とか色々見つけちゃう方法                                                               | 佐藤峻           | 湯地友美                                 | ケンドーコバヤシ、松井絵里奈             | 2009.3.10            |                                            |
| 49     | 寿司                   | 寿司で彼女と世界を目指す方法                                                                     | 佐藤峻           | 林弓束                                   | 柳原可奈子、里田まい                     | 2009.3.17            |                                            |
| 50     | お花見                 | お花見でヒーローになる方法                                                                       | 佐藤峻           | 明日果                                   | 千原ジュニア、高橋メアリージュン         | 2009.3.24            |                                            |
| 51     | 上京                   | 上京してソク東京でモテまくる方法                                                                 | 佐藤峻           | 林弓束                                   | サンドウィッチマン                       | 2009.3.31            |                                            |
| 52     | 農業                   | 下心むき出しに農業で儲ける方法                                                                   | 佐藤峻、鈴木重輝 | 林弓束                                   | オードリー、上原美優                     | 2009.4.7             |                                            |
| 53     | ゴルフ PartII          | ゴルフで恋も仕事もフルスイングする方法                                                           | 佐藤峻           | 湯地友美、山崎みどり                     | アンタッチャブル                         | 2009.4.14            |                                            |
| 54     | ドライブ               | ドライブで彼女とハイブリッドする方法                                                             | 佐藤峻           | 菅由彩子                                 | さとう里香、出川哲朗                     | 2009.4.21            |                                            |
| 55     | 釣り                   | 釣りをエサにアノ娘を釣っちゃう方法                                                               | 佐藤峻           | 湯地友美                                 | 上原美優、田村亮                         | 2009.4.28            | 無人釣り船ラジコン「かもめ」               |
| 56     | 一攫千金 B:H-2         | B:H II ～一攫千金でボロ儲けする方法～                                                            | 佐藤峻           |                                          | スザンヌ、竹山隆範                       | 2009.5.5             |                                            |
| 57     | 男料理                 | 男の料理で彼女をもてなす方法                                                                     | 佐藤峻           | 森摩耶                                   | ブラックマヨネーズ                       | 2009.5.12            |                                            |
| 58     | 30女                   | 素敵な30女になってキラキラ輝く方法                                                               | 鈴木重輝、堀有希 | 山崎みどり                               | ほしのあき、オードリー                   | 2009.5.19            |                                            |
| 59     | ディズニーランド       | 東京ディズニーランドで待ち時間すら思い出に変えちゃう方法                                         | 佐藤峻           | 湯地友美                                 | たむらけんじ、スザンヌ                   | 2009.5.26            |                                            |
| 60     | ワールドカップ         | 日本代表と一緒にワールドカップに行く方法                                                         | 佐藤峻           | 林弓束                                   | アンタッチャブル、松木安太郎             | 2009.6.2             |                                            |
| 61     | サーファーPart2        | この夏マジでサーファーになる方法                                                                 | 堀有希           | 嶋田恵里香                               | サンドウィッチマン                       | 2009.6.9             |                                            |
| 62     | 略奪愛                 | 略奪愛でホントの愛を見つける方法                                                                 | 堀有希、鈴木重輝 | 中川知映、山崎みどり                     | 吉川ひなの、後藤輝基                     | 2009.6.16            |                                            |
| 63     | クラブ                 | いよいよそろそろクラブデビューを飾る方法                                                         | 佐藤峻           | 嶋田恵里香、中島悠                       | トータルテンボス、和希沙也               | 2009.6.23            |                                            |
| 64     | 財布                   | 財布を開けずに1デートをクリアする方法                                                            | 佐藤峻、鈴木重輝 | 菅由彩子、中川知映、山崎みどり           | オードリー、ミムラ                       | 2009.6.30            | 上野動物園など                             |
| 65     | ブロンド               | ブロンドビューティーにダーリンと呼ばれる方法                                                     | 佐藤峻、鈴木重輝 |                                          | トータルテンボス、谷村奈南               | 2009.7.7             |                                            |
| 66     | 海遊び                 | ちょっとオトナの海遊びを楽しむ方法                                                               | 佐藤峻、鈴木重輝 | 嶋田恵里香                               | オードリー、ローラ・チャン               | 2009.7.14            | SH002 (ソーラーフォン)                     |
| 67     | ビール                 | ビールを飲んでゴク上にうなる方法                                                                 | 佐藤峻、鈴木重輝 | 木村亜梨沙                               | ブラックマヨネーズ、たむらけんじ         | 2009.8.4             | 一番搾り                                   |
| 68     | 富士山                 | 富士山に人生で一度は登ってみる方法                                                               | 佐藤峻、         | 嶋田恵里香、湯地友美、中島悠             | トータルテンボス                         | 2009.8.11            | エビアン (ミネラルウォーター)              |
| 69     | ブログ                 | ブログで稼いで彼女も炎上させちゃう方法                                                           | 佐藤峻           | 知華                                     | マリエ、柴田英嗣                         | 2009.8.18            | スティッカム・アメブロ・ガリガリガリクソン |
| 70     | フレンチビューティー   | フレンチビューティーのハートをズキュンと射止める方法（ブロンドガイにハニーと呼ばれる方法も内包） | 佐藤峻           | 山崎みどり                               | 中越典子、遠藤章造                       | 2009.8.25            |                                            |
| 71     | ショートフィルム       | ショートフィルムを撮って名監督と呼ばれる方法                                                     | 佐藤峻、鈴木重輝 | 湯地友美、石井あみ                       | 柳原可奈子、土田晃之                     | 2009.9.1             | Sonyハイビジョンハンディカム               |
| 72     | 同棲                   | 同棲を勢いだけで終わらせない方法                                                                 | 佐藤峻、鈴木重輝 | 嶋田恵里香、山崎みどり                   | 優木まおみ、オードリー                   | 2009.9.8             |                                            |
| 73     | ヘルシービューティー   | ヘルシービューティーとダラッダラに汗を流す方法                                                   | 佐藤峻、鈴木重輝 | 嶋田恵里香、中川知映                     | 吉澤ひとみ、ブラックマヨネーズ           | 2009.9.15            |                                            |
| 74     | 合コン                 | 合コンで根こそぎゴッソリお持ち帰りする方法                                                       | 佐藤峻、鈴木重輝 | 森摩耶、木村亜梨沙、おかだあゆみ、中島悠 | 岩佐真悠子、トータルテンボス             | 2009.9.22            |                                            |
| 75     | 格差恋愛               | 格差恋愛で最後の奇跡を起こす方法                                                                 | 佐藤峻、鈴木重輝 | 湯地友美、山崎みどり、中島悠             | さとう里香、オードリー                   | 2009.9.29            | 最終回                                     |

## 放送局
| 放送対象地域   | 放送局                 | 放送時間                    | 備考       |
| -------------- | ---------------------- | --------------------------- | ---------- |
| 関東広域圏     | テレビ朝日 (EX)        | 火曜0:45 - 1:15（月曜深夜） | 制作局     |
| 山形県         | 山形テレビ (YTS)       | 火曜0:45 - 1:15（月曜深夜） | 同時ネット |
| 静岡県         | 静岡朝日テレビ (SATV)  | 火曜0:45 - 1:15（月曜深夜） | 同時ネット |
| 山口県         | 山口朝日放送 (yab)     | 火曜0:45 - 1:15（月曜深夜） | 同時ネット |
| 沖縄県         | 琉球朝日放送 (QAB)     | 火曜0:45 - 1:15（月曜深夜） | 遅れネット |
| 鳥取県・島根県 | 山陰放送 (BSS)         | 火曜1:00 - 1:30（月曜深夜） | 遅れネット |
| 新潟県         | 新潟テレビ21 (UX)      | 水曜0:45 - 1:15（火曜深夜） | 遅れネット |
| 秋田県         | 秋田朝日放送 (AAB)     | 金曜0:45 - 1:15（木曜深夜） | 遅れネット |
| 鹿児島県       | 鹿児島放送 (KKB)       | 金曜1:10 - 1:40（木曜深夜） | 遅れネット |
| 北海道         | 北海道テレビ放送 (HTB) | 土曜1:10 - 1:40（金曜深夜） | 遅れネット |

## ナレーター
- 平田広明
- 久保田直子（テレビ朝日アナウンサー）
- 佐藤峻、鈴木重輝、堀有希、渡航輝、宮下安春 （ケンちゃん役の声：本人のアフレコ）
- 染谷麻衣（彼女役の声）
- 園崎未恵（山崎みどり役の声、「同棲」のお母さんの声など）

## スタッフ
- 構成：興津豪乃、寺田智和、小山賢太郎
- ディレクター：松本博樹、山内智未、宮本大輔、武田治
- 演出：頼誠司
- プロデューサー：荒井祥之、所俊輔、小泉浩之
- ゼネラルプロデューサー：高橋良行
- 制作協力：SION
- 製作著作：テレビ朝日

### 過去のスタッフ
- チーフプロデューサー：藤井智久

## モデル
- ケンちゃん：佐藤峻、鈴木重輝、堀有希、渡航輝、宮下安春
- ケンちゃんの彼女：林弓束、美馬怜子、寺岡アヤ、森摩耶、湯地友美、山崎みどり、嶋田恵里香
- ケンちゃんの友人：中島：中島悠
- お局様：荒舩美栄